# 愛知県道225号名古屋東港線
愛知県道225号名古屋東港線（あいちけんどう225ごう なごやひがしこうせん）は、愛知県名古屋市港区にある名古屋港と同市熱田区を結ぶ一般県道である。起点から船見町交差点の間は名古屋臨海鉄道汐見町線が並行している。内田橋から終点は通称大津通の南端に相当し、そのまま名古屋市中心部方面に続いている。

## 概要

### 路線データ
- 起点：名古屋港
- 終点：愛知県名古屋市熱田区伝馬

## 沿革
- 1959年12月15日：認定

## 主な別名・愛称
- 南陽通（名古屋市熱田区、南区、港区）
- 潮見ふ頭線（名古屋市港区）

## 接続する道路
- 名古屋市道潮見町第1号線（伊勢湾岸自動車道 名港潮見インターチェンジとはこの道路を介して間接接続）
- 名古屋市道船見町第4号線（名古屋高速4号東海線 船見出入口とはこの道路と船見町第3号線を介して間接接続）
- 愛知県道55号名古屋半田線（船見町交差点-大江町交差点間で重複）
- 名古屋市道大江中線（大江町交差点）
- 名古屋市道名古屋環状線（大江町交差点 - 竜宮町交差点で重複）
- 愛知県道36号諸輪名古屋線（船見町交差点）
- 国道23号（名四国道）（竜宮インターチェンジ）
- 名古屋市道東海橋線（東海通）（明治1丁目交差点）
- 国道247号（内田橋北交差点）
- 国道1号（伝馬町交差点）
- 愛知県道226号熱田停車場伝馬線（大津通）（伝馬町交差点）

## 周辺
- 名古屋港：五号地 - 九号地を経由する
- 伊勢湾岸自動車道 名港潮見インターチェンジ
- JERA 新名古屋火力発電所
- 名鉄築港線 東名古屋港駅
- 中京病院
- バロー 内田橋店
- 七里の渡し跡